# フェリーしまんと
フェリーしまんとは、オーシャントランスが運航するフェリー。

## 概要
2等洋室と各種個室で構成される「シンプルフェリー」の第二船として、佐伯重工業で建造された。2016年5月21日新門司発東京行きの便に就航。本船の就航に合わせてドック入りするフェリーびざんの復帰後、スタンダードフェリー「おーしゃんうえすと」が引退。徳島港では、沖洲地区の新フェリーターミナルを発着する。船名は高知県を代表する川である四万十川から名付けられた。また、船体側面のラインカラーは高知県の花であるヤマモモの実をイメージしたレッドとなっている。
省エネ・省力・省メンテナンスを徹底的に追及し、省エネ型の船体設計と一機一軸型を採用し、前船に比べ約20%の省エネを実現したことを評価され日本船舶海洋工学会のシップ・オブ・ザ・イヤー2016大型客船部門賞を受賞している。

### 航路
オーシャン東九フェリー
- 東京港（東京港フェリーターミナル） - 徳島港（沖洲フェリーターミナル） - 新門司港

## 船内
船内は四国をイメージした内装となっており、本船ではヤマモモの実をイメージした赤と桂浜の砂浜をイメージしたベージュを基調としている。
客室
- 2等洋室（8名×11室・16名×4室 階段式2段ベッド）
- 4名個室（14室 折畳式プルマンベッド）
- 2名個室（14室 折畳式プルマンベッド、3名利用時は1名布団利用）
- バリアフリールーム（2名×6室、専用の共用浴室・トイレに隣接 ローハイトツインベッド）
- withペットルーム（2名×2室 ツインベッド ペットケージ有）

公室
- エントランスホール
- 案内所・売店
- イートインスペース「オーシャンプラザ」
- 自動販売機コーナー
- バスルーム
- コインランドリー
- パウダールーム（女性洗面所内）
- リラックススペース
- フォワードロビー
- 輪行スペース
- ゲームコーナー
- キッズルーム
- 喫煙室